# Judy Green
Judith (Judy) Green (1943) é uma historiadora da matemática estadunidense. É membro fundadora da Association for Women in Mathematics.

## Educação e carreira
Green obteve um bacharelado na Universidade Cornell, com um mestrado na Universidade Yale e um Ph.D. em 1972 na Universidade de Maryland, orientada por Carol Karp, com a tese Consistency Properties for Uncountable Finite-Quantifier Languages.

## Livro
Com Jeanne LaDuke escreveu Pioneering Women in American Mathematics: The Pre-1940 PhD’s (American Mathematical Society e London Mathematical Society, 2009).